# Dionatan Teixeira
Dionatan do Nascimento Teixeira (* 24. Juli 1992 in Londrina; † 5. November 2017 ebenda) war ein brasilianisch-slowakischer Fußballspieler. 

## Sportlicher Werdegang
Teixeira begann beim brasilianischen Verein Londrina EC mit dem Fußballspielen, ehe er 2008 als Jugendspieler zum slowakischen Klub MFK Košice transferiert wurde. Während er dort durch die verschiedenen Altersstufen in der Jugendabteilung ging, versuchte er erfolglos bei einer Reihe von englischen Vereinen in Probetrainings zu überzeugen, erhielt jedoch letztlich keine Arbeitserlaubnis. Nach seinem Debüt für MFK Košice in der Corgoň liga im April 2009 blieb er lange Zeit ohne weiteren Einsatz, ehe er 2011 an ŠK Slovan Bratislava ausgeliehen wurde. Auch hier blieb ihm der Durchbruch verwehrt, so dass er im Sommer 2012 zum slowakischen Zweitligisten TJ Baník Ružiná wechselte. Nach einer Halbserie kehrte er nach der Verpflichtung durch FK Dukla Banská Bystrica in den slowakischen Erstligafußball zurück und bestritt für die Mannschaft in den nächsten anderthalb Jahren 35 Ligaspiele. Parallel etablierte er sich nach seiner Einbürgerung im Sommer 2013 als Stammspieler in der slowakischen U-21-Nationalauswahl.
Im Sommer 2014 unterzeichnete Teixeira einen Drei-Jahres-Vertrag beim englischen Klub Stoke City. Nach einem Fußbruch fiel er jedoch aus und konnte sich nach Wiedergenesung nicht dauerhaft in der Mannschaft etablieren. Im Oktober 2015 verlieh ihn der Klub an Fleetwood Town in die drittklassige EFL League One. Anfang 2017 wurde der Vertrag bei Stoke City aufgelöst, kurze Zeit später schloss er sich Sheriff Tiraspol in Moldau an, wo er den Meistertitel gewann.
Im Herbst 2017 erlag Teixeira bei einem Brasilienaufenthalt im Alter von 25 Jahren einer Herzattacke.